# 檮原町立国民健康保険梼原病院
檮原町立国民健康保険梼原病院(ゆすはらちょうりつこくみんけんこうほけんゆすはらびょういん)は、高知県高岡郡檮原町にある檮原町が運営する病院。

## 概要
檮原町唯一の病院である。名称は檮原病院ではなく略式表記の梼原病院が正しい。病院の敷地内には檮原町保健福祉支援センターや檮原町保健福祉課なども置かれている。

## 沿革
- 1973年（昭和48年） - 梼原診療所開設[3]。
- 1995年（平成7年）6月1日 - 開院。梼原診療所を引き継ぐ形で入院30床の24時間救急告示病院として整備された[3]。

## 診療科
- 内科
- 小児科
- 整形外科
- 眼科
- 皮膚科

(以上の出典は)

## 医療機関の指定・認定
- 救急告示病院
- 災害救急補完病院
- へき地医療拠点病院
- 医師初期臨床研修協力施設

(以上の出典は)

## アクセス

### 自動車
- 高知市から約90分-須崎市から国道197号で大洲・宇和島方面へ

- 松山市から約100分-国道33号で久万高原町に入り、柳谷大橋交差点で檮原方面へ

- 大洲市から約90分-国道197号で日吉方面へ。下鍵山で檮原・須崎方面へ

- 宇和島市から約70分-国道320号で鬼北町方面へ。下鍵山で檮原・須崎方面へ

### バス
- JR須崎駅から高知高陵交通「ゆすはら」行きで「梼原病院」下車。